# Arnold Bruggink
Arnold Jan Bruggink [ˈɑɾnɔlt jɑn ˈbɾʏχɪŋk] (* 24. Juli 1977 in Almelo) ist ein ehemaliger niederländischer Fußballspieler und heutiger Sportfunktionär. Seit der Saison 2023/24 ist Bruggink Technischer Direktor beim FC Twente Enschede.

## Vereinskarriere

### In den Niederlanden und in Spanien
Seine Karriere begann er in den Niederlanden bei Stevo Geesteren, für die er von 1983 bis 1991 spielte. Von 1991 bis 1997 spielte er bei FC Twente Enschede. Anschließend wechselte er zur PSV Eindhoven, für die er von 1997 bis 2003 spielte. Nach einem einjährigen Gastspiel in der spanischen Primera División beim RCD Mallorca in der Saison 2003/04, in der ihm in 26 Spielen sieben Tore gelangen, kehrte er zurück in die Niederlande und spielte von 2004 bis 2006 zwei Spielzeiten für den SC Heerenveen. Insgesamt gelangen ihm in der niederländischen Eredivisie in 303 Spielen 100 Tore.

### Bei Hannover 96
Im Sommer 2006 wechselte Bruggink ablösefrei zu Hannover 96 in die Fußball-Bundesliga. Er unterschrieb bei Hannover einen Vertrag bis 2009.
In Hannover wurde er nach anfänglichen Schwierigkeiten und einer schwachen Hinrunde bereits als Fehleinkauf bezeichnet, jedoch spielte er in der Rückrunde umso besser und erzielte sechs Saisontore. Er erfüllte somit die Erwartungen der Verantwortlichen bei Hannover 96 und wurde Stammspieler. In der Saison 2007/08 verlor er seinen Stammplatz durch eine schwache Hinrunde, kämpfte sich jedoch mit guten Leistungen und erneut sechs Saisontoren zurück in die Startelf.
In der Hinrunde 2008/09 zeigte Bruggink erneut schwache Leistungen, welche ihn zusammen mit einer roten Karte und kleinen Verletzungen zum wiederholten Male seinen Stammplatz kosteten. Er leistete Hannover in der Rückrunde mit vier Toren und zwölf Vorlagen allerdings große Dienste, sodass er wieder zu einem wichtigen Bestandteil der Mannschaft avancierte.
Im Verlauf der Hinrunde 2009/10 wurde Arnold Bruggink (als Nachfolger des verstorbenen Robert Enke) der Mannschaftskapitän von Hannover 96. Am 34. und somit letzten Spieltag der Saison 2009/10 absolvierte Bruggink im zuvor titulierten „Abstiegsendspiel“ beim VfL Bochum eines seiner stärksten Spiele im Trikot von Hannover 96. Beim 3:0-Sieg erzielte er das zwischenzeitliche 1:0 und war dabei der stärkste Spieler auf dem Platz. Durch diesen Sieg konnte Hannover 96 den Bundesligaverbleib feiern. Der VfL Bochum stieg hingegen in die 2. Bundesliga ab. Nach Auslaufen seines Vertrags verließ Arnold Bruggink den Verein zum Saisonende 2009/10.
Zu Beginn der Saison 2010/11 blieb Bruggink vertragslos und hielt sich zunächst ab August 2010 bei seinem ehemaligen Arbeitgeber PSV Eindhoven fit. Im Oktober 2010 kehrte er zum FC Twente nach Enschede zurück. Nach einem aus seiner Sicht insgesamt eher enttäuschenden Jahr – sechsmal wurde er in der Eredivisie eingesetzt, dazu kam ein Einsatz im KNVB-Pokal – entschied Bruggink, seine aktive Laufbahn als Fußballprofi zum Ende der Saison mit Auslaufen seines Vertrags zu beenden.

## Nationalmannschaft
Arnold Bruggink ist mit 31 Einsätzen für die niederländische U21-Nationalmannschaft Rekord-U21-Nationalspieler und belegt mit 15 Toren Platz 2 (gemeinsam mit Roy Makaay und hinter Klaas-Jan Huntelaar) der ewigen Torschützenliste dieser Auswahlmannschaft.
Für die niederländische A-Nationalmannschaft absolvierte Bruggink zwei Länderspiele.

## Erfolge
- Niederländischer Meister: 1999/2000, 2000/01, 2002/03 (PSV Eindhoven)
- Niederländischer Pokalsieger: 2010/11 (FC Twente)
- Niederländischer Supercup: 2001